# Епископ шабачко-ваљевски Јован
Јован Велимировић (Лелић, 3. јун 1912 — Шабац, 28. март 1989) био је епископ шабачко-ваљевски Српске православне цркве.

## Биографија
Рођен је 3. јуна (по старом календару 21. маја) 1912. у селу Лелић код Ваљева од оца Душана и мајке Пелагије. Стриц му је био епископ Николај Велимировић. После завршене ниже гимназије уписао се у Богословију светога Јована Богослова у Битољу, а по завршетку исте на Богословски факултет у Београду.
Замонашио га је архимандрит др Андреј, старешина манастира Раковице, 1952. године. Исте године га је патријарх српски Викентије рукоположио у чин јерођакона 26. фебруара, и јеромонаха, на Цвети, и произвео у чин архимандрита.
Пре избора за епископа био је професор богословије у Битољу и Београду, где је од 1952. био и ректор. Као дугогодишњи професор богословије извео је на пут многе нараштаје богослова, а као историчар развијао је код својих ученика љубав према овом предмету и према Српској цркви. Из те области дао је неколико запажених чланака.
Хиротонисан је за епископа шабачко-ваљевског 7. августа 1960. у Саборној цркви у Сремским Карловцима. У својој епархији успоставио је путем честих канонских посета тесну везу са свештенством и верницима.
Умро је 28. марта 1989. у Шапцу. Сахрањен је у задужбини породице Велимировић у селу Лелић.